# Rudné doly na Příbramsku

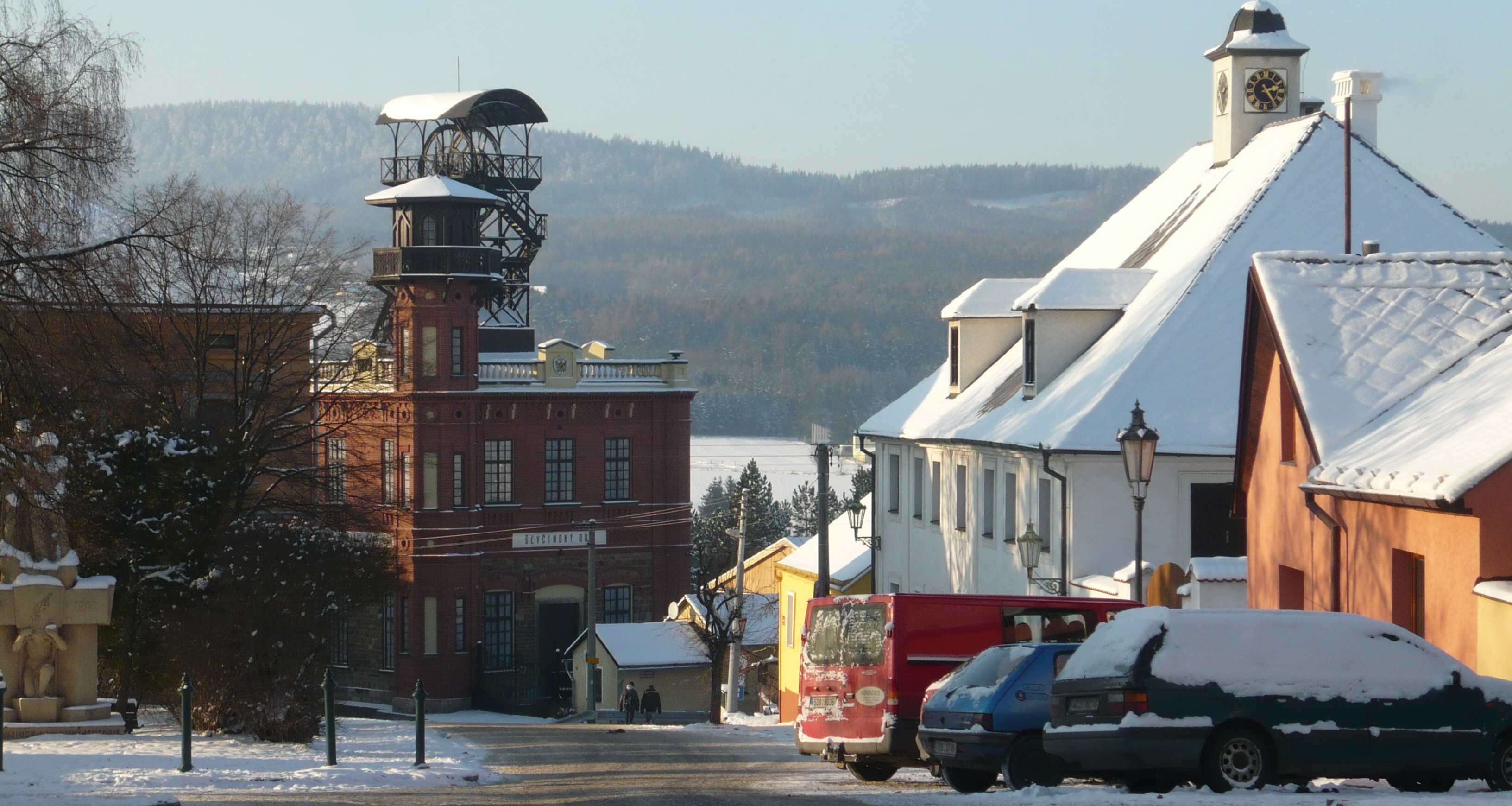
Těžní věže jsou na Březových Horách naprosto běžnou součástí života... (Ševčinský důl)

Těžba rud na Příbramsku, respektive na Březových Horách a Bohutíně, je písemně doložena věnovací listinou z 21. dubna 1311. Tato listina obsahuje darování hutě biskupu Janovi pražským občanem Konrádem z Příbrami. Podle archeologického výzkumu docházelo k hornické činnosti na Březových Horách již dříve – na přelomu 12. a 13. století. Kronikář Václav Hájek z Libočan se zmiňuje ve své Kronice české o věštbě kněžny Libuše ke svým vladykům: „Vidím vrch březový, který jest uvnitř stříbra plný, toho vy i váš rod budete užívati“. Některé výzkumy však uvádí i počátky těžby v 2. polovině prvního století po Kristu a dokonce i několik staletí před Kristem. Odborníci se také shodují na tom, že v nedalekém Bohutíně byla těžba zahájena dříve než na Březových Horách.

## Historie

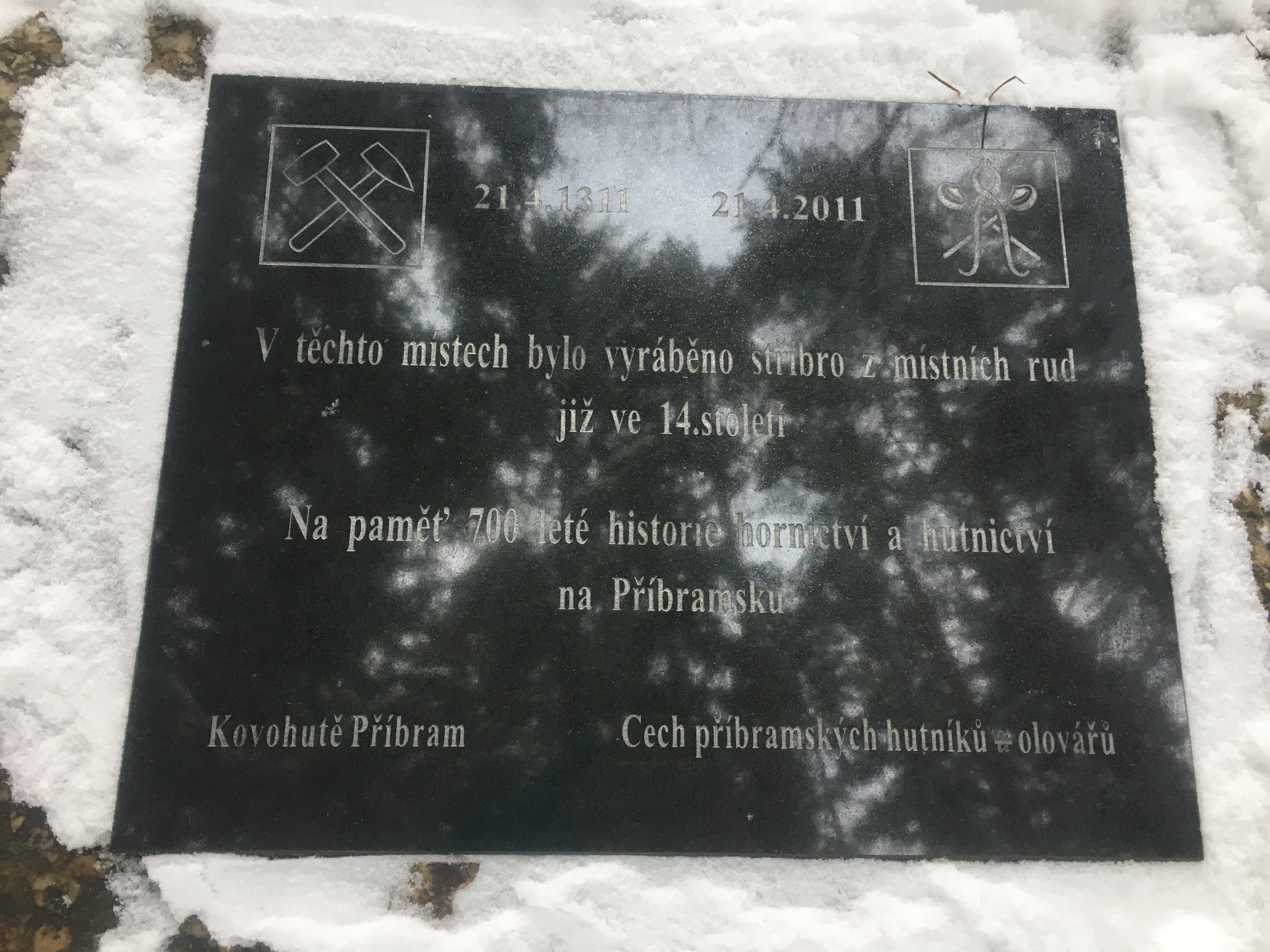
Památník 700 let hornictví a hutnictví na Příbramsku v lese u Bohutína (21.4.1311–21.4.2011)

O tom, že těžba stříbrných rud pokračuje i ve 14. století svědčí hned několik dokumentů – jedná se například o listinu vydanou 30. dubna 1330, v níž je Mikulášem z Nových Dvorů věnována zbraslavskému klášteru desátá část výnosu z dolů. Z 15. století se žádné dokumenty o důlní činnosti nedochovaly, přesto ji zde můžeme předpokládat. Těžbu rud na Příbramsku v 16. století dokládají 4 horní knihy a několik listin. K velkému rozvoji důlní činnosti v březohorském revíru dochází právě na počátku 16. století. V letech 1550 – 1574 zde byly vytěženy 4 tuny stříbra, za celé 16. století přibližně 11 tun, avšak v porovnání s jinými českými významnými doly je to jen nepatrná produkce. 
Na konci 16. století pak přichází velký úpadek, který trval až do konce 17. století. Během této doby byla velká snaha hornickou činnost obnovit, zejména proto, že Příbram jakožto horní město mohla užívat různých výhod. Nejvýznamnějším obdobím je pak 19. století, kdy bylo vytěženo 1 416,7 tun stříbra a 168 245 tun olova. Těžba na Březových Horách byla ukončena v roce 1978, ovšem koncentrace olova v půdě zůstává. V roce 2011 byla nedaleko Bohutína mezi  hájovnou u Prokopa a vodní nádrží Pilská umístěna pamětní deska k 700. výročí nejstarší písemné zmínky o báňské činnosti na Příbramsku (21.4.1311–21.4.2011).

### Báňská charakteristika

#### Důlní doprava

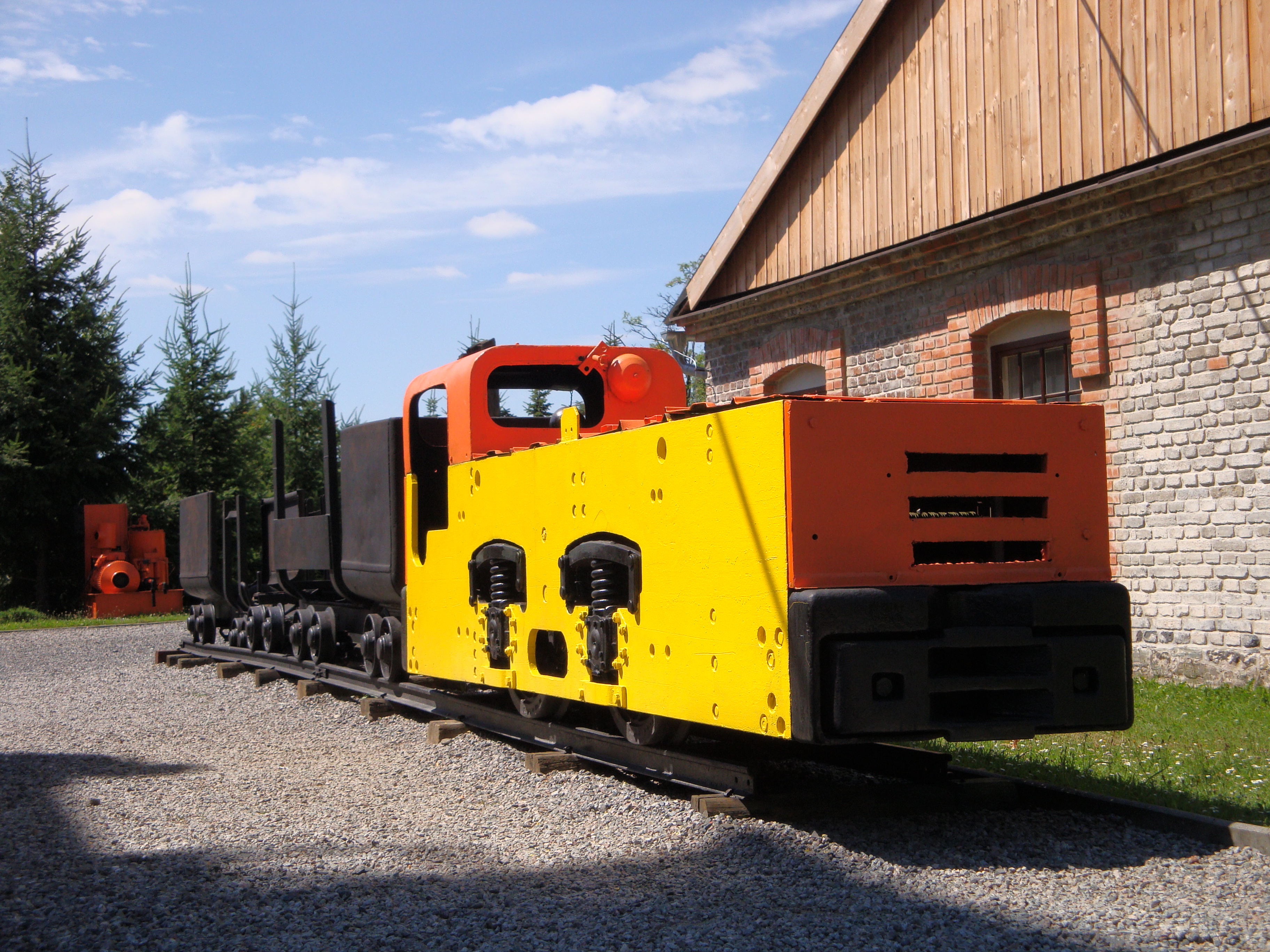
Akumulátorová lokomotiva v Hornickém muzeu Příbram

Horizontální doprava byla na březohorském rudném revíru po dlouhou dobu zajišťována lidskou silou, teprve v roce 1875 se na hlavních chodbách dolů začali používat koně a koncem 19. století benzolové lokomotivy. Ruční doprava byla kompletně nahrazena elektrickými akumulátorovými lokomotivami až v první polovině 20. století.
K vertikální dopravě se nejprve používala vodní kola a koňské žentoury. V první polovině 19. století dochází k velkému pokroku ve vertikální dopravě – roku 1846 byl na dole Marie vybudován první parní těžní stroj v březohorském revíru. Elektrifikace ve 20. století se ve vertikální dopravě příliš neuplatnila. Jednak proto, že výstavba takových strojů byla nákladná a dále proto, že panovaly obavy z případných výpadků elektrického proudu. Na dole Vojtěch a Anna se parní těžní stroje Breitfeld & Daněk zachovaly až do ukončení těžby. Dnes se jedná o technickou památku.

## Tabulky

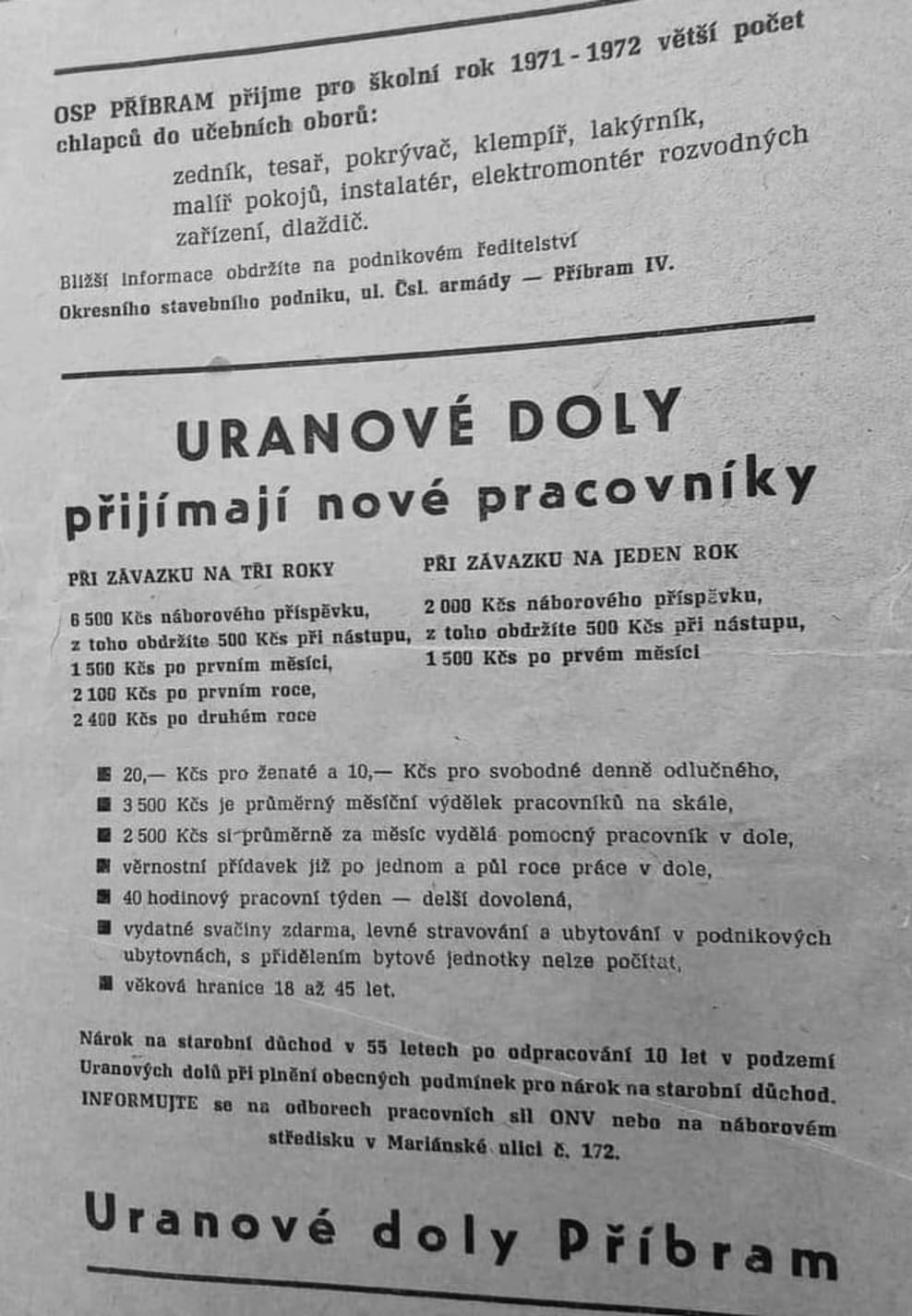
Uranové doly Příbram hledají nové pracovníky (plakát ze 70. let dvacátého století).

### Vytěžený materiál
| Časové období | Rudniny [t] | Olovo [t] (kovy v rudninách) | Stříbro [kg] (kovy v rudninách) |
| ------------- | ----------- | ---------------------------- | ------------------------------- |
| 1801-10       | 72 000      | 2 090                        | 9 950                           |
| 1841-50       | 655 000     | 16 440                       | 108 950                         |
| 1871-80       | 2 021 880   | 45 260                       | 281 141                         |
| 1881-90       | 2 886 59    | 59 100                       | 412 660                         |
| 1891-1900     | 2 876 221   | 56 701                       | 438 020                         |
| 1919-30       | 837 998     | 42 618                       | 329 320                         |
| 1931-38       | 723 725     | 27 229                       | 218 910                         |
| 1939-45       | 843 268     | 18 345                       | 174 606                         |
| 1946-50       | 534 081     | 11 106                       | 97 615                          |
| 1951-60       | 1 554 256   | 23 879                       | 202 684                         |
| 1961-70       | 1 557 875   | 22 905                       | 161 536                         |
| 1971-78       | 511 222     | 7 127                        | 47 303                          |

### Dosažené hloubky
| Název dolu                   | Dosažená hloubka [m] | Počet pater |
| ---------------------------- | -------------------- | ----------- |
| Hůrka                        | 100,20               | 2           |
| Štěpán                       | 854,11               | 26          |
| 25. únor                     | 1199,44              | 33          |
| 25. únor + slepá jáma Eduard | 1348,56              | 36          |
| František                    | 133,10               | 3           |
| Řimbaba                      | 850,48               | 26          |
| Kozičín                      | 200,00               | 2           |
| Drkolnov                     | 403,50               | 13          |
| Ševčinský důl                | 1032,10              | 32          |
| Marie                        | 1189,25              | 33          |
| Vojtěch                      | 1248,89              | 35          |
| Prokop                       | 1579,67              | 41          |
| Anna                         | 1449,29              | 39          |
| Ferdinand                    | 315,70               | 14          |
| Jarošov                      | 200,10               | 9           |
| Lill                         | 431,90               | 16          |

## Současnost

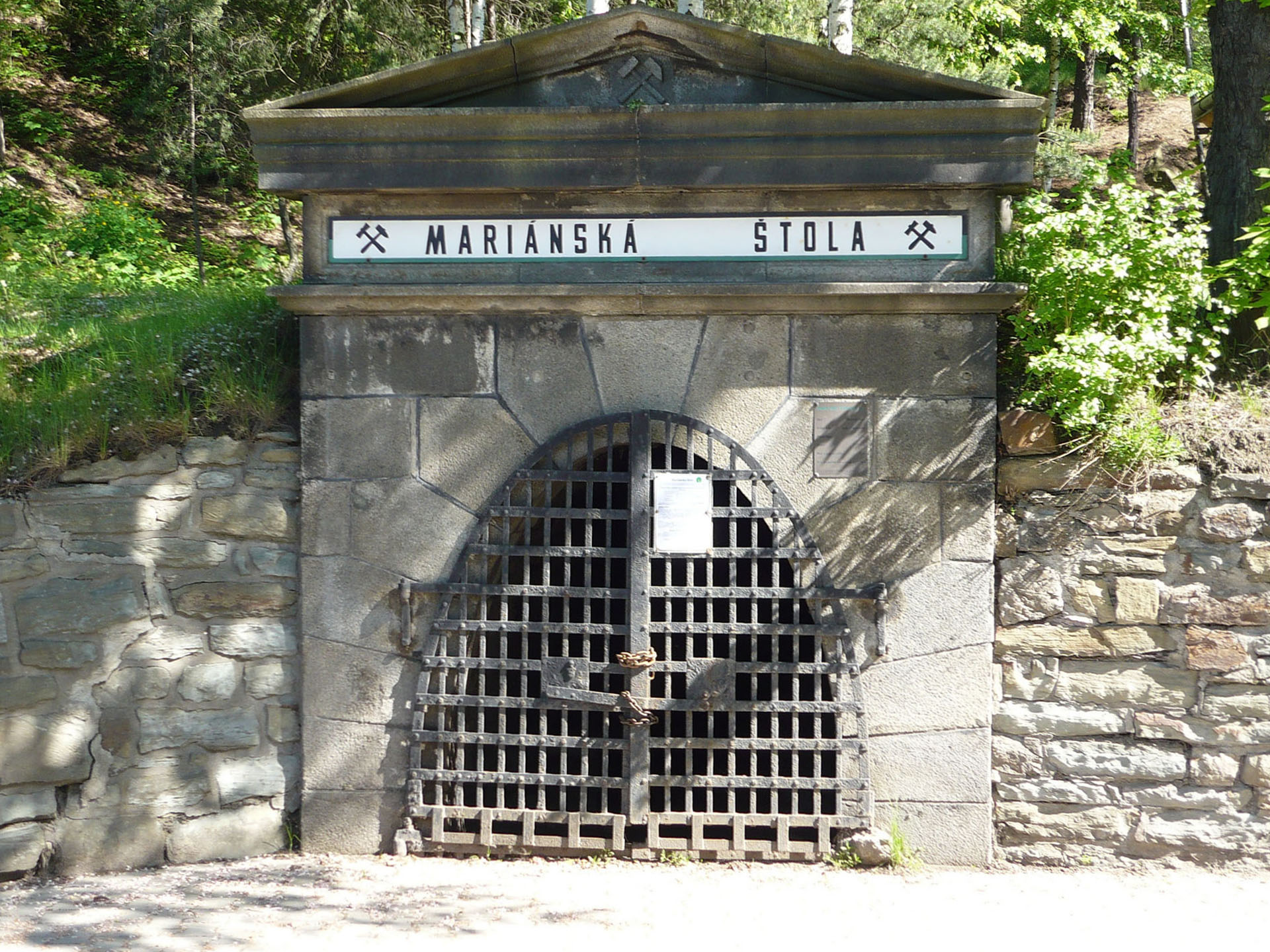
Ústí mariánské štoly

V současné době spravuje většinu objektů, které zde zůstaly po hornické činnosti, Hornické muzeum Příbram, které je zároveň největším hornickým muzeem v České republice. Jedná se o velmi častý cíl turistů, protože součástí mnoha prohlídek je i jízda hornickým vláčkem, jehož jedna trasa vede podzemím od dolu Anna k jámě Prokop a druhá, nedávno postavená, spojuje Ševčinský a Vojtěšský důl. Mezi stále přístupné budovy patří:
- Ševčinský důl (šachetní budova, cáchovna, strojovna a správní objekt)
- Důl Anna (cáchovna, strojovna s unikátním parním těžním strojem Breitfeld & Daněk z roku 1914 a Prokopská štola)
- Vodní kolo v podzemí dolu Drkolnov
- Důl Vojtěch (šachetní budova, strojovna, kovárna, cáchovna)
- Důl Marie

Ne všechny objekty ale zůstaly v zachovalém stavu. Bývalá strojovna dolu Prokop, patřící společnosti Diamo, už několik let chátrá. Stále častěji se stává terčem vandalů a bezdomovců a mezi Příbramáky se navíc říká, že se zde kdysi utopil ve studni muž. Tato informace byla ale Diamem dementována.
Zmiňovaný státní podnik Diamo s ústředím ve Stráži pod Ralskem má v Příbrami jeden ze svých odštěpných závodů – Správa uranových ložisek, o. z., Příbram.